# Klasztor Harsefeld
Klasztor Harsefeld (także klasztor Rosenfeld) – klasztor benedyktynów istniejący od 1102 do 1647 w Harsefeld w Niemczech.

## Historia
Budowę kościoła w Harsefeld rozpoczęto w 969 . W 1101 Lotar Udo III przekształcił zgromadzenie kanoników w rodzinnej fundacji Rosenfeld (Harselfeld) w klasztor benedyktynów, a rok później uzyskał jego bezpośrednie podporządkowanie papieżowi. Klasztor miał posiadać dwa kościoły, św. Marii i św. Bartłomieja oraz stojący obok niewielki kościół św. Gangolfa . Klasztor istniał do wojny trzydziestoletniej – w 1647 został zlikwidowany, a jego zabudowania zaczęły popadać w ruinę. Budynki służyły początkowo celom administracyjnym. W drugiej połowie XX w. na miejscu dawnego klasztoru urządzono park . Dawny kościół klasztorny służy dziś protestanckiej parafii .

## Galeria

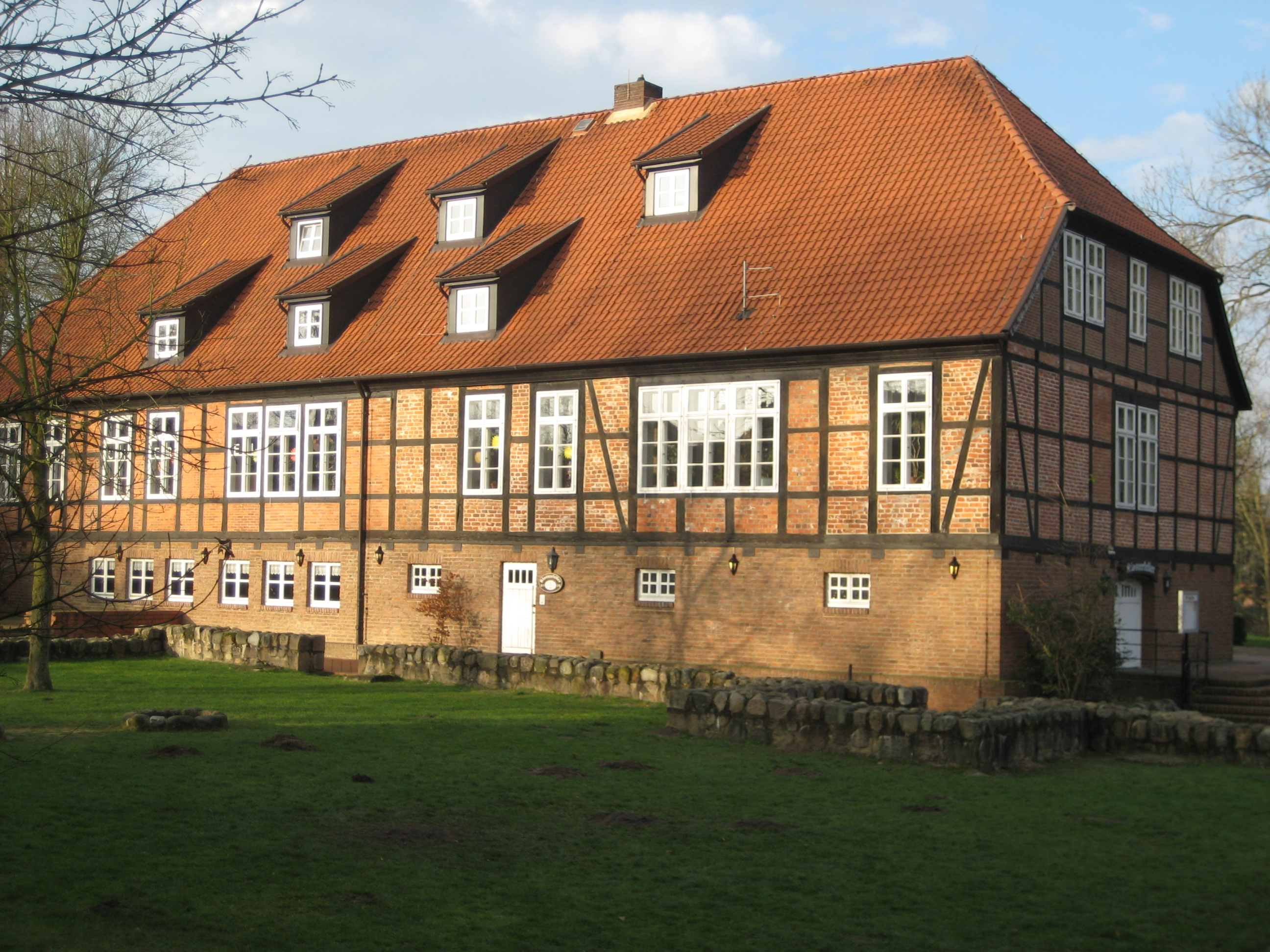
Budynek wzniesiony na fundamentach dawnego domu opata
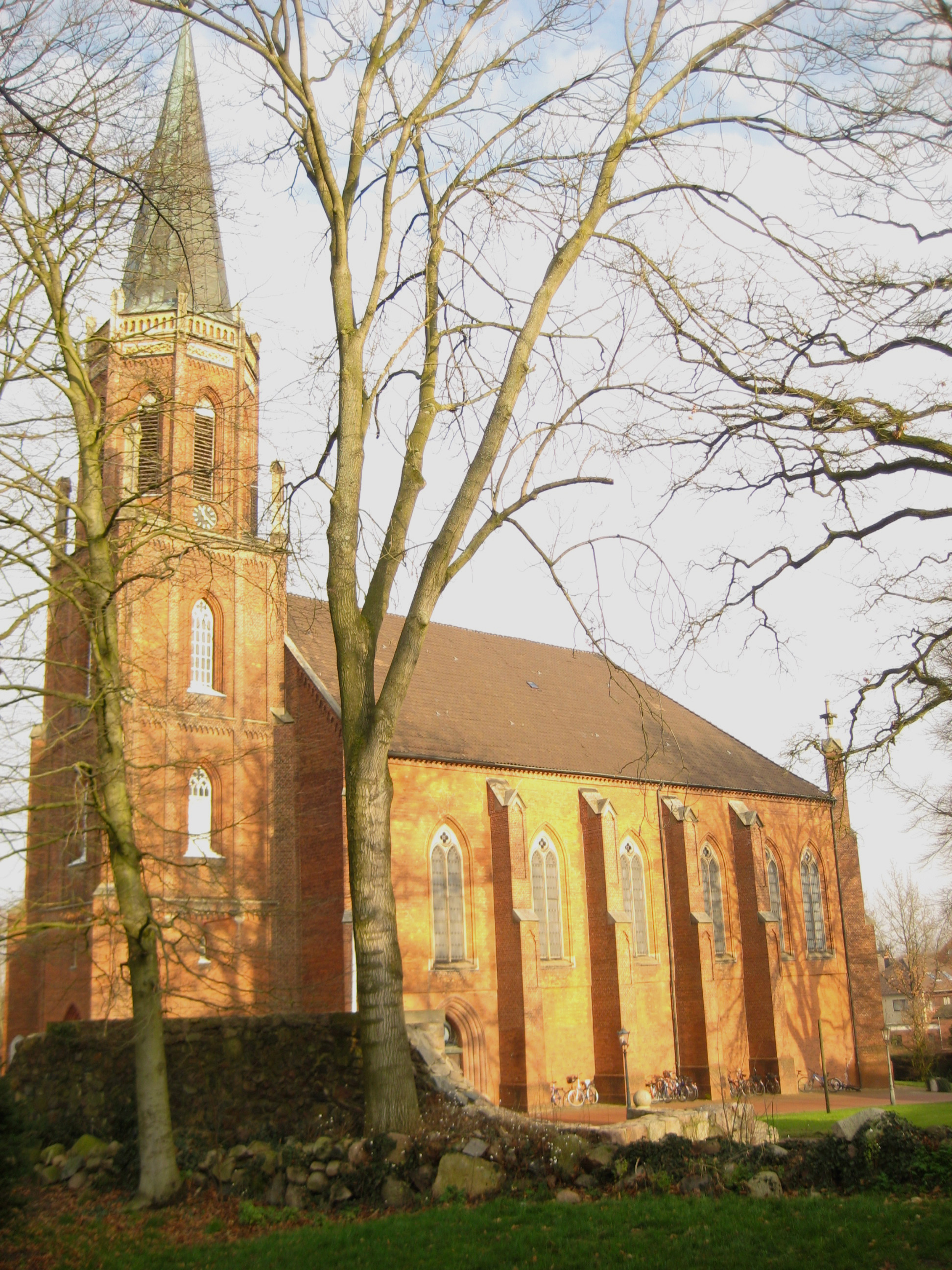
Dawny kościół klasztorny